# Gornji Zbilj
Gornji Zbilj – wieś w Chorwacji, w żupanii krapińsko-zagorskiej, w gminie Desinić. W 2011 roku liczyła 59 mieszkańców.